# Нагорна Людмила Лаврентіївна
Нагорна Людмила Лаврентіївна (нар. 5 жовтня 1932 в Умані — 20 червня 2013 в Харкові) — українська вчена, кандидат хімічних наук, старший науковий співробітник відділу тугоплавких сцинтиляційних матеріалів Інституту сцинтиляційних матеріалів НАН України. Почесний доктор Науково-технологічного комплексу «Інститут монокристалів» Національної академії наук України.
Лауреат (посмертно) Державної премії України в галузі науки і техніки (2016) за роботу «Властивості нейтрино і слабкої взаємодії, пошуки ефектів за межами стандартної моделі елементарних частинок».
За даними бібліографічної бази Scopus має індекс Хірша 20 та 70 публікацій починаючи з 1984 року. А за даними бази патентів України - є автором 10 патентів.